# ぶっしのぶっしん 鎌倉半分仏師録
『ぶっしのぶっしん 鎌倉半分仏師録』（ぶっしのぶっしん かまくらはんぶんぶっしろく）は、鎌谷悠希による日本の漫画作品。スクウェア・エニックスのウェブコミック配信サイト『ガンガンONLINE』にて、奇数月第4週更新で2013年11月21日更新分から連載中。

## 登場人物
想運（そううん）

明星菩薩（みょうじょうぼさつ）

## 単行本
- 鎌谷悠希 『ぶっしのぶっしん 鎌倉半分仏師録』〈ガンガンコミックスONLINE〉、既刊4巻（2016年2月22日現在）
  1. 2014年7月23日発売[1] ISBN 978-4-7575-4363-8
  2. 2015年1月22日発売[2] ISBN 978-4-7575-4540-3
  3. 2015年7月22日発売[3] ISBN 978-4-7575-4690-5
  4. 2016年2月22日発売[4] ISBN 978-4-7575-4883-1